# Lüsslingen-Nennigkofen
Lüsslingen-Nennigkofen é uma comuna da Suíça, situada no distrito de Bucheggberg, no cantão de Soleura. Tem 7,81 km² de área e sua população em 2018 foi estimada em 1.083 habitantes.